# Disturbios raciales de Bisbee de 1919
Los disturbios raciales de Bisbee de 1919, también llamados batalla de Brewery Gulch, fueron un conflicto ocurrido el 3 de julio, durante el Verano Rojo de 1919, cuando miembros del 10.º Regimiento de Caballería del Ejército de los Estados Unidos conocidos como Soldados Búfalo (en inglés: Buffalo Soldiers) se enfrentaron con agentes de la policía de Bisbee, Arizona. Después de un incidente entre un policía militar y algunos miembros de los Soldados Búfalo, unidad formada exclusivamente por afroamericanos, la situación degeneró en combates callejeros en el histórico Brewery Gulch de Bisbee. Al menos ocho personas resultaron heridas de gravedad y 50 soldados fueron detenidos, aunque las consecuencias de esta escaramuza fueron relativamente bajas en comparación con otros sucesos del verano de 1919.